# Le Sphinx (roman)
Pour les articles homonymes, voir Le Sphinx.
Le Sphinx (titre original : The Sphinx) est un roman d'horreur écrit par Graham Masterton, publié en 1978 par les éditions Star. Il a été traduit par François Truchaud, et publié en 1994 en France par l'édition Naturellement dans la collection Forces obscures en 1999.
Le roman relate l'histoire de Gene Keiller, un politicien charismatique, qui tombe sous le charme de Lorie Semple, une jeune femme mystérieuse et inaccessible. Après des tentatives pour la séduire, Gene découvre le secret familial de Lorie, qui menace très dangereusement leur relation.

## Résumé
Gene Keiller est un politicien charismatique de trente-deux ans qui fait déjà parler de lui dans le monde politique. Lors d'une soirée, il croise le regard de Lorie Semple, dix-neuf ans, fille du diplomate français Jean Semple récemment décédé. Malgré sa beauté, Lorie se révèle être une jeune femme mystérieuse et inaccessible. Keiller, obsédé par elle, décide de s'introduire dans le manoir ultra-sécurisé où elle vit avec sa mère et leur chauffeur muet pour la séduire. Mais il est attaqué par un animal vicieux et se réveille dans leur somptueuse demeure, soigné par la mère de Lorie. 
Après un revirement de situation, Lorie accepte de sortir avec Gene. Cependant, un terrible secret lié à son héritage familial empêche Lorie de s'engager totalement dans leur relation. Malgré cela, Gene demande Lorie en mariage et découvre le secret qui entoure sa famille : l'existence d'une tribu égyptienne étrange appelée Ubasti. Des révélations choquantes sont faites et le couple de jeunes mariés doit faire face à de terribles décisions, tandis que Gene est confronté à un terrible danger.